# Sinus Iridum

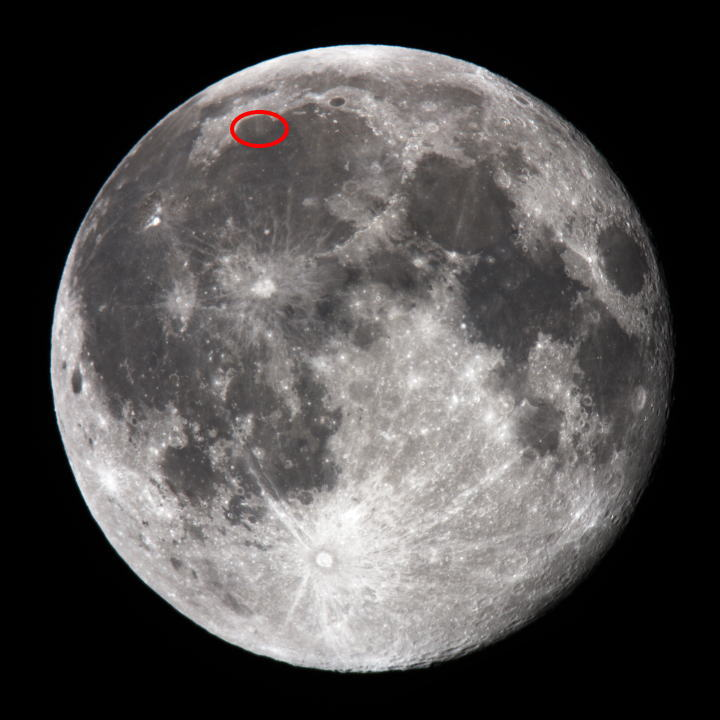
Locatie van Sinus Iridum op de maan

Sinus Iridum is een gebied op de maan dat in noordwestelijke richting vanuit de Mare Imbrium uitsteekt. Het cirkelvormige gebied heeft een diameter van 236 kilometer en ligt op de selenografische coördinaten 44.1° NL, 31.5° WB. Het werd Sinus Iridum (Latijn voor "regenboogbaai") genoemd door de 17e-eeuwse Italiaanse astronoom Giovanni Battista Riccioli.
Het gebied is een vulkanische vlakte van basalt. Het is grotendeels plat, met uitzondering van enkele mareruggen. Er zijn geen grote inslagkraters, wel enkele satellietkraters van onder meer Bianchini.
Het gebergte Montes Jura ligt in een halve cirkel rond Sirus Iridum, van het noordoosten tot het zuidwesten van het gebied. Het deel van het gebergte in het uiterste noordoosten van Sirus Iridum heet Promontorium Laplace ("Kaap Laplace"), en het deel van het gebergte in het uiterste zuidwesten van Sirus Iridum heet Promontorium Heraclides ("Kaap Heraclides").
Sinus Iridum was de bedoelde landingsplek van de Chang'e 3, een Chinese ruimtesonde, die in 2013 naar de maan gelanceerd werd. Uiteindelijk kwam de lander in de Mare Imbrium terecht.

## Jewelled handle-effect
De Britse sterrekundige Patrick Moore, presentator van het BBC-programma The Sky at Night, wees maanwaarnemers erop dat tijdens de lokale zonsopkomst het gehele halfcirkelvormige Juragebergte (Montes Jura) reeds door de zon wordt verlicht, waardoor het gebergte het uiterlijk van een jewelled handle ("juweelhandvat") krijgt. Dit verschijnsel kan met behulp van een kleine verrekijker waargenomen worden.

## Cassini's "maanmeisje"
Kort na de lokale zonsopkomst kan omstreeks Sinus Iridum en het halfcirkelvormige Juragebergte, ter hoogte van Promontorium Heraclides (de zuidelijke uitloper van het gebergte) met enige verbeelding het hoofd van een meisje gezien worden. Dat is althans wat Giovanni Domenico Cassini meende te zien toen hij de maan waarnam. Hij heeft dat "maanmeisje" ook weergegeven op de door hem ontworpen maankaart van 1679.

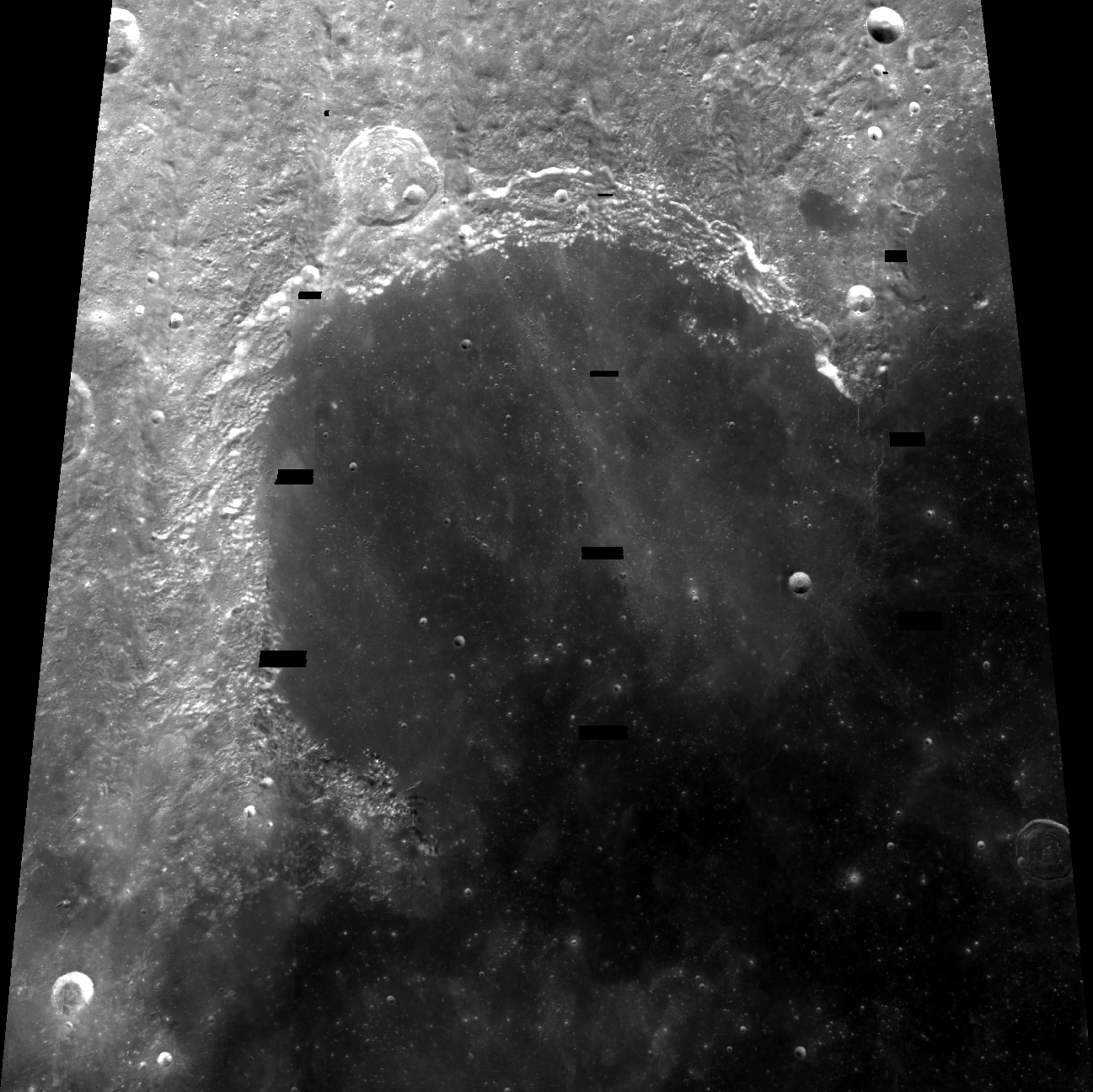
Sinus Iridum, satellietfoto gemaakt door de Clementine in 1994
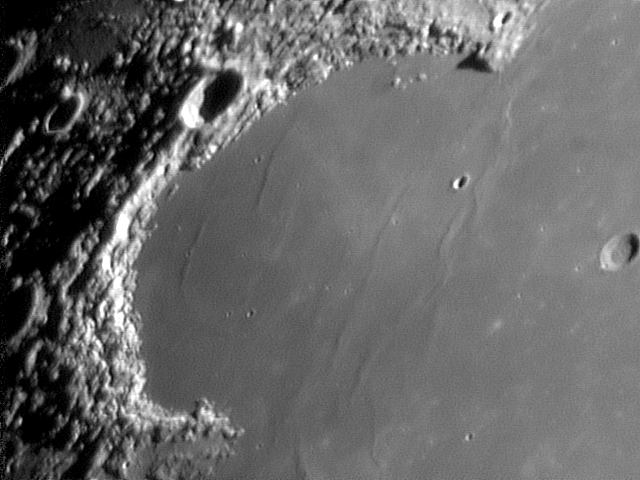
Foto van Sinus Iridum genomen vanaf Sterrenwacht Rijswijk in 2003